# Olympische Sommerspiele 2000/Kanu – Zweier-Canadier 1000 m (Männer)
Die Wettkämpfe im Zweier-Canadier über 1000 Meter bei den Olympischen Sommerspielen 2000 wurden vom 26. bis 30. September 2000 auf der Strecke im Sydney International Regatta Centre ausgetragen.

## Ergebnisse

### Vorläufe
Bei den zwei Vorläufen am 26. September erreichten die ersten drei Boote der jeweiligen Läufe das Finale. Die restlichen Boote zogen ins Halbfinale ein.

#### Vorlauf 1
| Rang | Athleten                               | Nation         | Zeit         |
| ---- | -------------------------------------- | -------------- | ------------ |
| 1    | Alexander Kostoglod Alexander Kowaljow | Russland       | 3:37,163 min |
| 2    | José Alfredo Bea David Mascatón        | Spanien        | 3:37,697 min |
| 3    | Paweł Baraszkiewicz Michał Gajownik    | Polen          | 3:39,311 min |
| 4    | Andrew Train Stephen Train             | Großbritannien | 3:39,599 min |
| 5    | Ján Kubica Mário Ostrčil               | Slowakei       | 3:40,865 min |
| 6    | Attila Buday Tamas Buday jr.           | Kanada         | 3:41,075 min |
| 7    | Ramón Ferrer Antonio Romero            | Mexiko         | 3:49,301 min |

#### Vorlauf 2
| Rang | Athleten                                  | Nation      | Zeit         |
| ---- | ----------------------------------------- | ----------- | ------------ |
| 1    | Mitică Pricop Florin Popescu              | Rumänien    | 3:37,340 min |
| 2    | Ferenc Novák Imre Pulai                   | Ungarn      | 3:38,492 min |
| 3    | Ibrahim Rojas Leobaldo Pereira            | Kuba        | 3:38,978 min |
| 4    | Stefan Uteß Lars Kober                    | Deutschland | 3:39,218 min |
| 5    | Roman Bunds Leonid Kamlotschuk            | Ukraine     | 3:47,150 min |
| 6    | Jan Břečka Petr Procházka                 | Tschechien  | 3:50,606 min |
| 7    | Konstantin Negodjajew Schomart Satubaldin | Kasachstan  | 3:53,366 min |

### Halbfinale
Die  drei schnellsten Boote des Halbfinals erreichten den Endlauf.
| Rang | Athleten                                  | Nation         | Zeit         |
| ---- | ----------------------------------------- | -------------- | ------------ |
| 1    | Stefan Uteß Lars Kober                    | Deutschland    | 3:43,032 min |
| 2    | Attila Buday Tamas Buday jr.              | Kanada         | 3:44,358 min |
| 3    | Ramón Ferrer Antonio Romero               | Mexiko         | 3:44,358 min |
| 4    | Andrew Train Stephen Train                | Großbritannien | 3:45,624 min |
| 5    | Ján Kubica Mário Ostrčil                  | Slowakei       | 3:45,636 min |
| 6    | Roman Bunds Leonid Kamlotschuk            | Ukraine        | 3:47,298 min |
| 7    | Konstantin Negodjajew Schomart Satubaldin | Kasachstan     | 3:48,756 min |
| 8    | Jan Břečka Petr Procházka                 | Tschechien     | 3:51,012 min |

### Finale
| Rang | Athleten                               | Nation      | Zeit         |
| ---- | -------------------------------------- | ----------- | ------------ |
| 1    | Mitică Pricop Florin Popescu           | Rumänien    | 3:37,355 min |
| 2    | Ibrahim Rojas Leobaldo Pereira         | Kuba        | 3:38,753 min |
| 3    | Stefan Uteß Lars Kober                 | Deutschland | 3:41,129 min |
| 4    | Alexander Kostoglod Alexander Kowaljow | Russland    | 3:41,267 min |
| 5    | Ferenc Novák Imre Pulai                | Ungarn      | 3:43,103 min |
| 6    | Ramón Ferrer Antonio Romero            | Mexiko      | 3:46,457 min |
| 7    | Attila Buday Tamas Buday jr.           | Kanada      | 3:48,017 min |
| 8    | Paweł Baraszkiewicz Michał Gajownik    | Polen       | 3:52,229 min |
| 9    | José Alfredo Bea David Mascatón        | Spanien     | 3:54,053 min |